# Верхнетолучеево
Верхнетолучеево — село в Воробьёвском районе Воронежской области России.
Входит в состав Берёзовского сельского поселения.

## География

### Улицы
- пер. Верхний,
- пер. Нижний,
- ул. Свободы.

## История
Предположительно Верхнетолучеево был основан в 1847 году.
Согласно по преданию. На это место приехали молодожёны. Родители дали им скот, а вот кур, для молодых, показалось мало. Они ночью приехали к родителям и выкрали у них всех кур. С тех пор закрепилось 2 названия: Верхнетолучеево и Курячье. 
Свое название село получило благодаря реке. Сама же река Толучеевка, если перевести с тюркского, означает «полноводная».
Бурное строительство села длилось в период с 1917 по 1936 год. В 1924 году была закрыта церковь, её переделали в «клуб им. Ленина».

## Достопримечательности

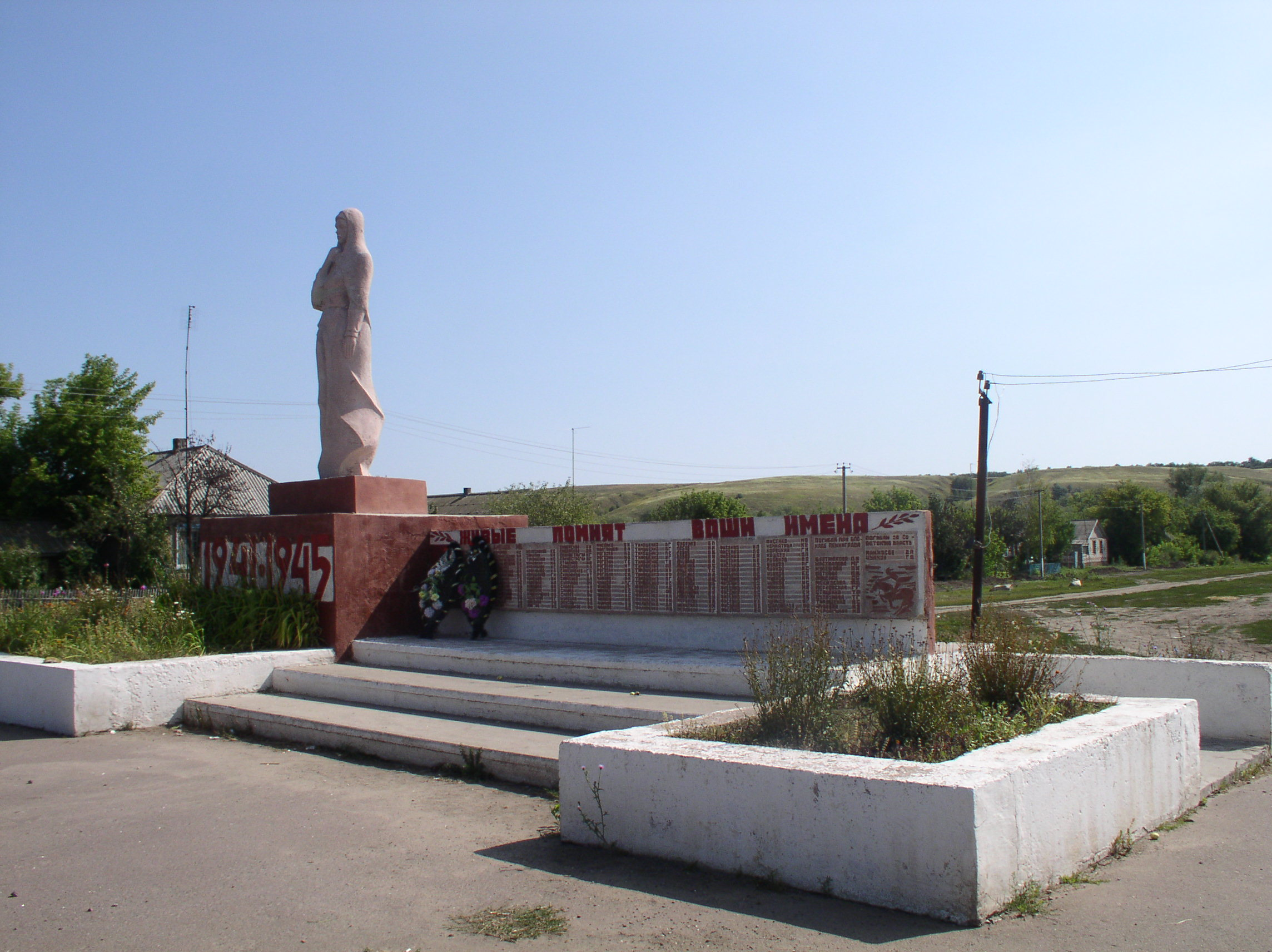
Монумент погибшим на Великой Отечественной войне

Вблизи села расположен родник «Терновый», вода в котором считается целебной.

## Население
| 1859 | 1897 | 2010 |
| ---- | ---- | ---- |
| 446  | ↗754 | ↘270 |